# بزماهی‌های مرجان
بزماهی‌های مرجان (نام علمی: Mulloidichthys) نام یک سرده از تیره بزماهیان است.